# Ingenieur

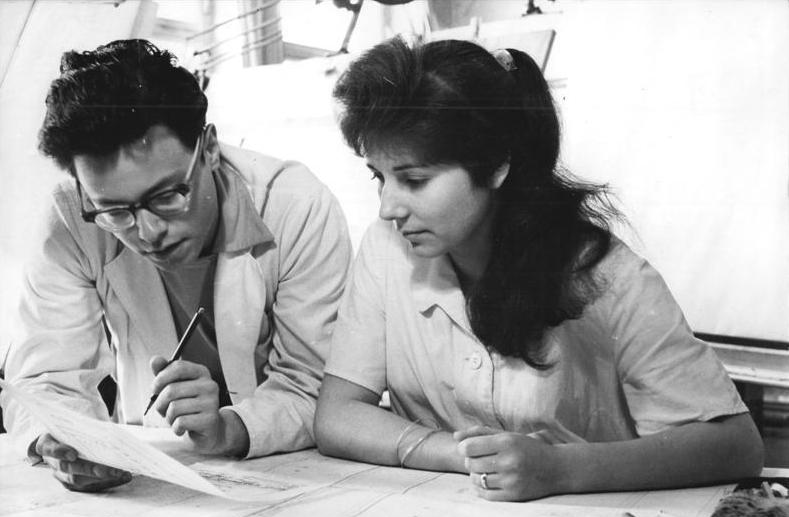
Ingenieur und technische Zeichnerin mit Konstruktionsplänen (1960)

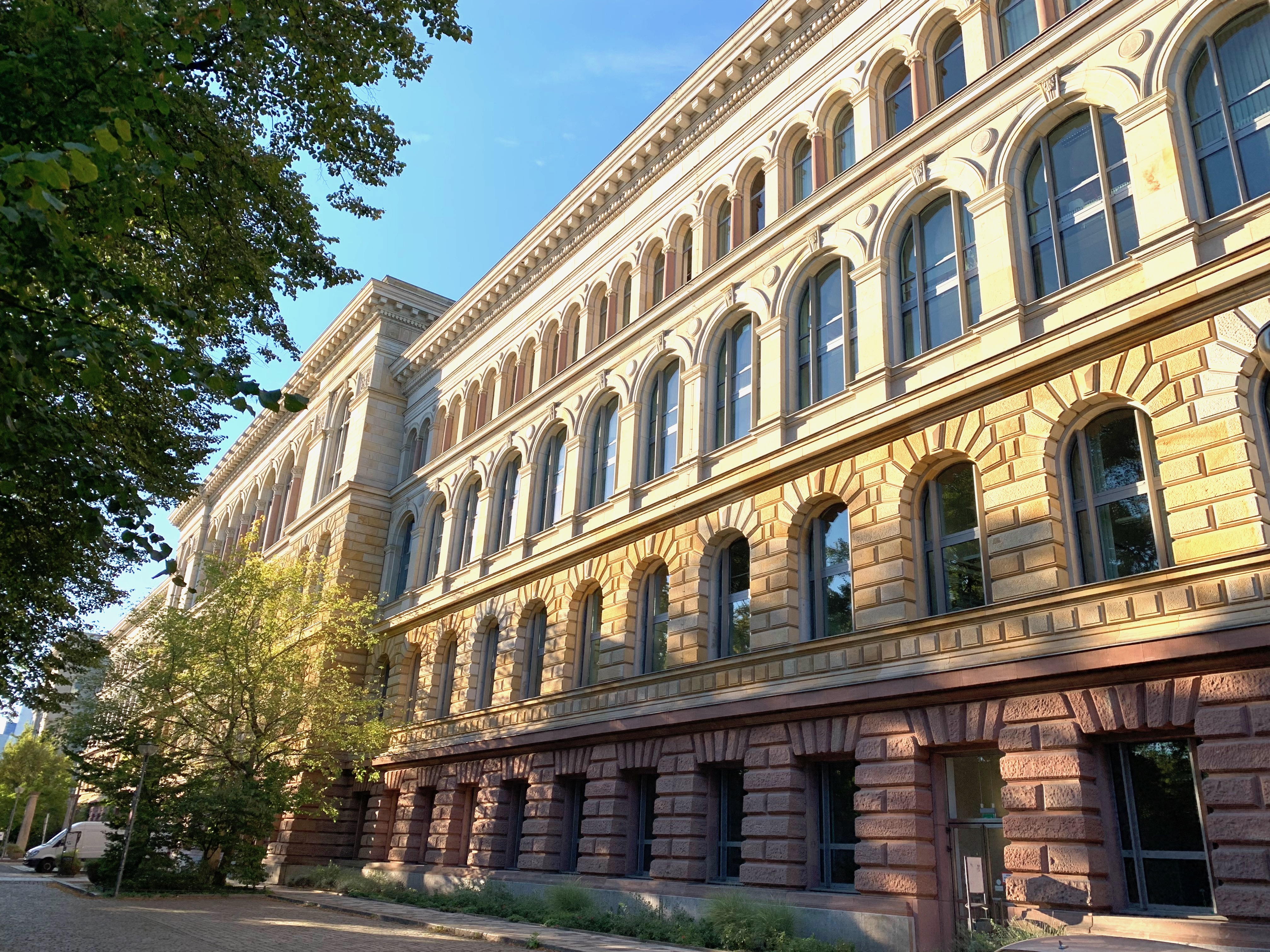
Die Königlich Technische Hochschule zu Berlin, heute TU Berlin, verlieh ab 1899 erstmals den Grad Doktor-Ingenieur (Dr.-Ing.)

Ingenieur (von französisch ingénieur [ɛ̃.ʒe.njœʁ], deutsch [ˌɪn.ʒɛˈnjøɐ], Schweizer Hochdeutsch [ˈɛ̃.ʒe.njœʁ]; Abkürzung Ing.) ist die Berufsbezeichnung für Fachleute auf dem Gebiet der Technik.
Zu den allgemeinen Voraussetzungen für Ingenieure gehören schöpferische Geisteskraft, natürliche und zusätzlich förderbare Begabung und Erfindungskraft, die Fähigkeit zum schrittweisen Konstruieren gelingender Umsetzungen sowie ein umfassendes naturwissenschaftliches Verständnis technischer Abläufe und Aufgabenstellungen, oft verknüpft mit weitreichenden operanten Denkprozessen.
Vorwiegend werden physikalische Erkenntnisse angewendet, in hohem Maße z. B. in den Bereichen Maschinenbau, Elektrotechnik und Bauwesen (Hoch- und Tiefbau), andere stammen aus der Chemie, der Mathematik und der Biologie (einschließlich Medizin). Ein einzelnes System (Gerät, Maschine, Bauwerk, Transportmittel, Kommunikationsmittel und vieles andere) beruht in der Regel auf Erkenntnissen aller drei Grundzweige der Naturwissenschaften und stützt sich nur selten auf lediglich einen Zweig – wie etwa die Physik. Das hat zur Folge, dass sich der einzelne Ingenieur ein breites naturwissenschaftliches Wissen anzueignen hat. Zur Schaffung komplexer Systeme ist oft die Beteiligung mehrerer Fachingenieure und mitunter auch verschiedener spezialisierter Naturwissenschaftler nötig.
Die Ausbildung zum Ingenieur und die Berufsausübung sind in den Ländern Europas teilweise sehr unterschiedlich geregelt. In Deutschland, Österreich und der Schweiz werden Ingenieure an Universitäten, Technischen Hochschulen und Fachhochschulen (Hochschulen für angewandte Wissenschaften) ausgebildet; allein in Deutschland auch über ein duales Studium an einer Berufsakademie und allein in Österreich auch an Höheren Technischen Lehranstalten (HTL) sowie vergleichbaren berufsbildenden höheren Schulen (in einem technischen und gewerblichen, land- und forstwirtschaftlichen oder umweltbezogenen Ausbildungszweig).
Ingenieure besitzen über ihre Grundausbildung hinaus eine Spezialisierung zum Fachingenieur und nutzen entsprechend spezielle, dennoch weitgehend interdisziplinär übergreifende Fachsprachen.
Die gemeinschaftliche Arbeit erfordert vom einzelnen Ingenieur, sich allen Beteiligten – im Idealfall der Allgemeinheit – auch sprachlich gut verständlich machen zu können.

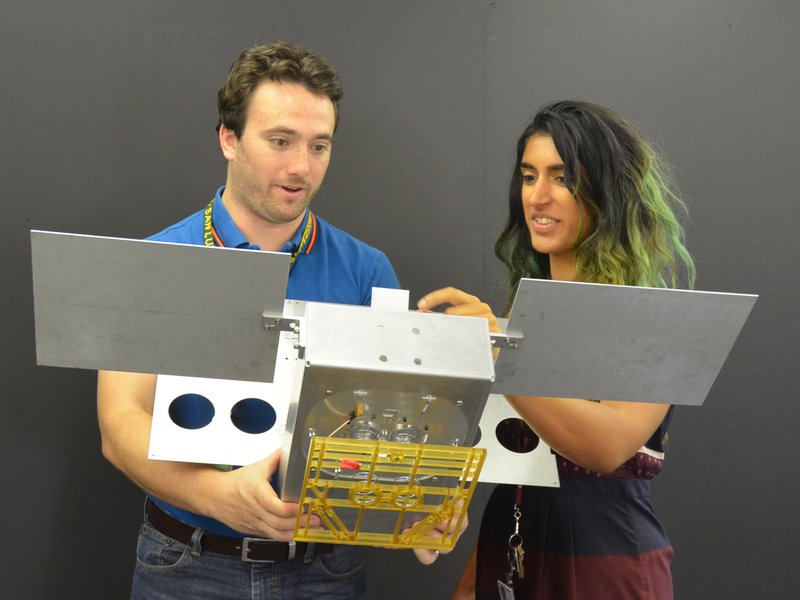
Ingenieur Joel Steinkraus und Ingenieurin Farah Alibay mit einem Modell des Mars Cube One

Die Technische Zeichnung (heute meist: computergestütztes Design, CAD oder EDA, u. a. Fließbilder und R&I-Fließschemata) gilt als die „Sprache der Ingenieure“ und wird im Allgemeinen von allen Beteiligten verstanden. Sie kann Darstellungen technischer Abläufe wie auch umfangreiche spezialisierte Teilbereiche umfassen.

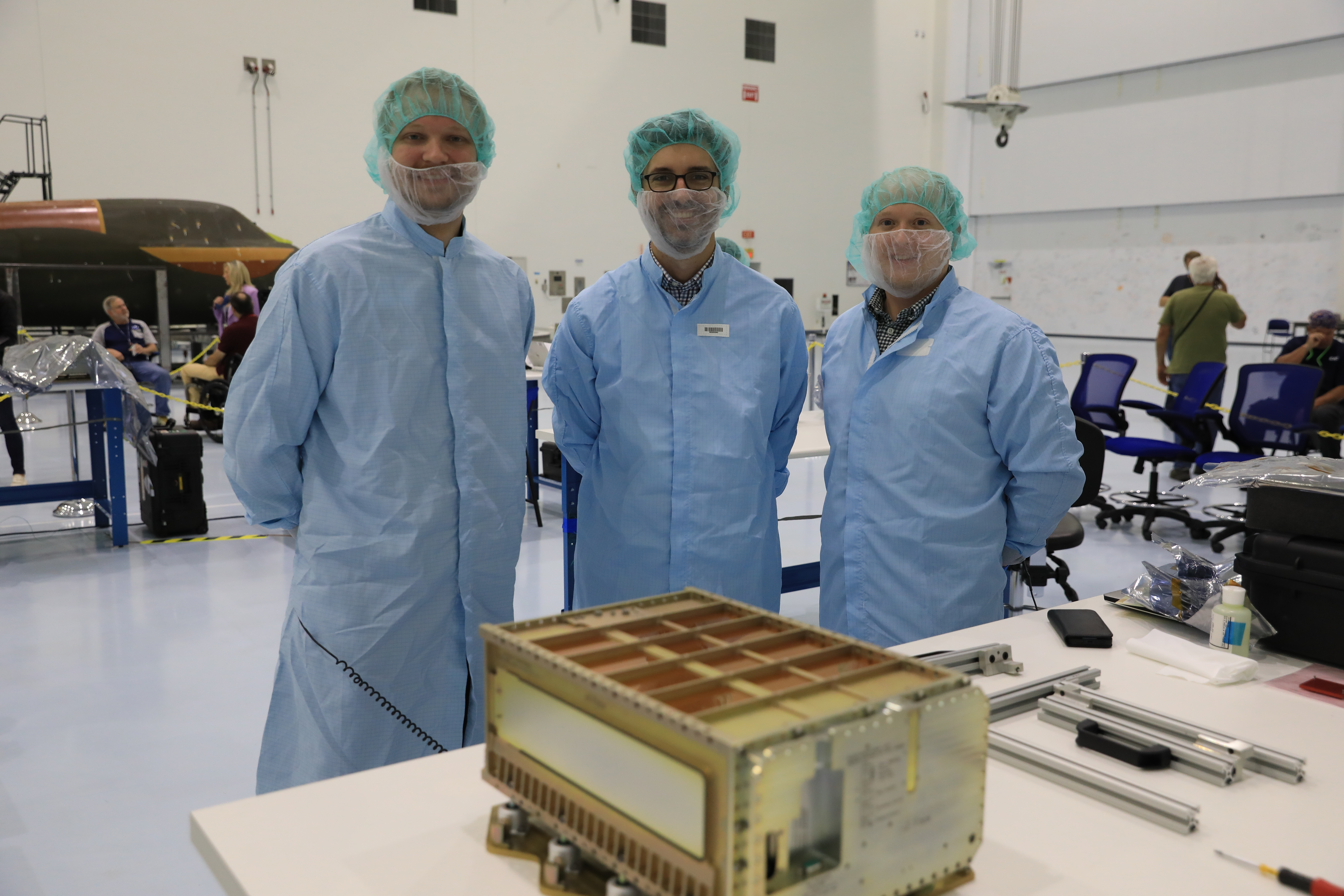
Raumfahrtingenieure posieren vor einem CubeSat

## Etymologie
Das lateinische Wort ingenium steht für eine angeborene Befähigung für bestimmte konstruktive Abläufe oder auch „besonderen Scharfsinn“ für technisches Verständnis. Das davon abstammende italienische Wort ingegnere („Zeugmeister“, „Kriegsbaumeister“) wurde im Mittelalter nur im Zusammenhang mit Kriegstechnik und im Deutschen als ebenso einschränkendes Lehnwort Ingenieur gebraucht. Erst im 17. Jahrhundert bedeutete das französische Wort ingénieur „Fachmann auf technischem Gebiet mit theoretischer Ausbildung“. Es kam im 18. Jahrhundert von dort erneut als Lehnwort Ingenieur ins Deutsche, jetzt aber in der allgemeineren französischen Bedeutung und verdrängte im Laufe des 19. Jahrhunderts auch die im Berg- und Wasserbau übliche Bezeichnung Kunstmeister.

## Geschichtliche Entwicklung

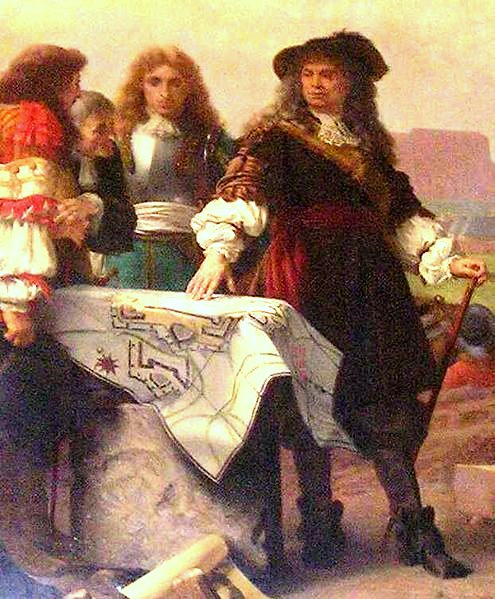
Vauban (rechts)

Den mittellateinischen Titel ingeniarius, der auf die Wartung und den Einsatz militärischer Instrumente (Rüstungen, Waffen, Geschütze) bezogen war, trug auch Leonardo da Vinci in der damaligen italienischen Form ingegnier. Unter Sebastien le Pestre de Vauban, dem Festungsbaumeister von Ludwig XIV., bildete sich die über das Militärische hinausgehende, bis heute übliche Bedeutung für Ingenieur heraus. In diesem Sinn wird auch der aus der Antike bekannte Archimedes auf Grund seiner technischen Erfindungen heute rückwirkend als Ingenieur bezeichnet.
Seit dem Dreißigjährigen Krieg wurde in vielen Heeren Europas eine Gruppe technischer Fachleute rekrutiert und als mehr oder weniger eigenständige permanente Formation in die Hierarchie der Armee integriert. Es wurden Artillerie- und Ingenieurkorps gebildet. Später wurde das Arbeitsgebiet dieser Ingenieure von der Militärtechnik auf das staatliche Zivilbauwesen und den Bergbau erweitert. Die absolutistischen Staaten organisierten eine technische Bürokratie sowohl im militärischen als auch im zivilen Staatsdienst. Die Verknüpfung beider Dienste zeigte sich im Fortifikationswesen. Der Festungsbaumeister war Techniker im Krieg und im Frieden. Er hatte befestigte Orte zu erbauen. Im Krieg gab er Hilfestellung bei deren Verteidigung und bei der Eroberung fremder Festungen.

### Ingenieurausbildung ab dem 18. Jahrhundert
Im deutschsprachigen Raum kommt besonders der Entwicklung in Sachsen eine Pionierrolle zu. August Christoph Graf von Wackerbarth, seit 1702 Chef der Ingenieuroffiziere, löste diese 1712 aus dem Artilleriecorps heraus und formierte so das erste Ingenieurkorps in Deutschland. Die Ingenieuroffiziere wirkten in Friedenszeiten im Wasserbau einschließlich Melioration, im Wege- und Brückenbau, in der Geodäsie und Kartographie. Auch waren sie bei der großen Landesvermessung 1780 und in vielen Bereichen der Infrastruktur- und Regionalentwicklung beteiligt. Die Befehlshaber des Ingenieurkorps standen bis 1745 zugleich an der Spitze des zivilen Oberbauamtes. Im Dezember 1743 nahm die Ingenieurakademie zu Dresden, deren Konzeption Jean de Bodt erarbeitet hatte, in der Neustädter Kaserne den Lehrbetrieb auf – mit Fächern wie Mathematik, Festungsbau, Geodäsie, Geographie, Zivilbaukunst, Mechanik und Maschinenkunde. Die hier erfolgte frühe Formation eines in der militärischen Organisation eigenständigen Ingenieurkorps und die Etablierung einer auch wissenschaftliche Inhalte vermittelnden technischen Fachschule waren wesentliche Beiträge sowohl zur Entwicklung des Ingenieurberufs mit gefestigtem Berufsbild als auch der Ingenieurwissenschaften.
In Frankreich gab es 1720 die Gründung des ersten militärischen Ingenieurkorps für Straßen- und Brückenbau. Die wissenschaftliche Ausbildung der Ingenieure begann an der 1747 in Paris eröffneten zivilen Ingenieurschule, der die École polytechnique 1794 und die Schule für Straßen- und Brückenbau 1795 (École nationale des ponts et chaussées) folgten.
In Österreich wurde eine förmliche Ingenieur-Academia für die habsburgische Armee 1717 provisorisch geschaffen, seit 1720 war sie eine bleibende Einrichtung. 1736 bezog die Technische Militär-Akademie die heutige Stiftskaserne in Wien. Seit dieser Zeit entstanden auch in zahlreichen anderen Ländern Ingenieurschulen und später Technische Hochschulen, die im Laufe des 19. und 20. Jahrhunderts Universitäten gleichgestellt wurden (heute Technische Universitäten). Anlässlich der Hundertjahrfeier der Königlich Technischen Hochschule Charlottenburg am 19. Oktober 1899 wurde auf „Allerhöchsten Erlaß“ (Kabinettsorder) von Wilhelm II., des Königs von Preußen, an den Technischen Hochschulen Preußens der akademische Grad Diplom-Ingenieur (Dipl.-Ing.) zusammen mit dem Doktor der Ingenieurwissenschaften (Dr.-Ing.) eingeführt.
In den Folgejahren wurde auch in anderen Bundesstaaten des Deutschen Kaiserreiches der Dipl.-Ing. und Dr.-Ing. an den Technischen Hochschulen eingeführt:
- im Großherzogtum Hessen-Darmstadt am 25. November 1899,
- im Großherzogtum Baden am 10. Februar 1900,
- im Königreich Sachsen per Bekanntmachung des Ministeriums des Kultus und des öffentlichen Unterrichts am 12. Januar 1900,
- im Königreich Württemberg per Verordnung vom 25. Februar 1900
- im Königreich Bayern per Königlich Allerhöchsten Erlaß am 10. Januar 1901.

In den 1970er Jahren wurde in der Bundesrepublik Deutschland damit begonnen, die Ingenieurausbildung auf ein höheres Maß wissenschaftlicher Ausbildung umzustellen. Äußeres Zeichen dafür war die Auflösung der bisherigen höheren Fachschulen (Ingenieurschulen und -akademien) und die Einrichtung von Fachhochschulen. In der Deutschen Demokratischen Republik schuf man aus ähnlichen Gründen ab 1969 die Ingenieurhochschulen, die nach dem Beitritt der DDR zur Bundesrepublik ebenfalls zu Fachhochschulen wurden.

### Zulassung von Frauen zum Ingenieurstudium, erste Diplome und Promotionen

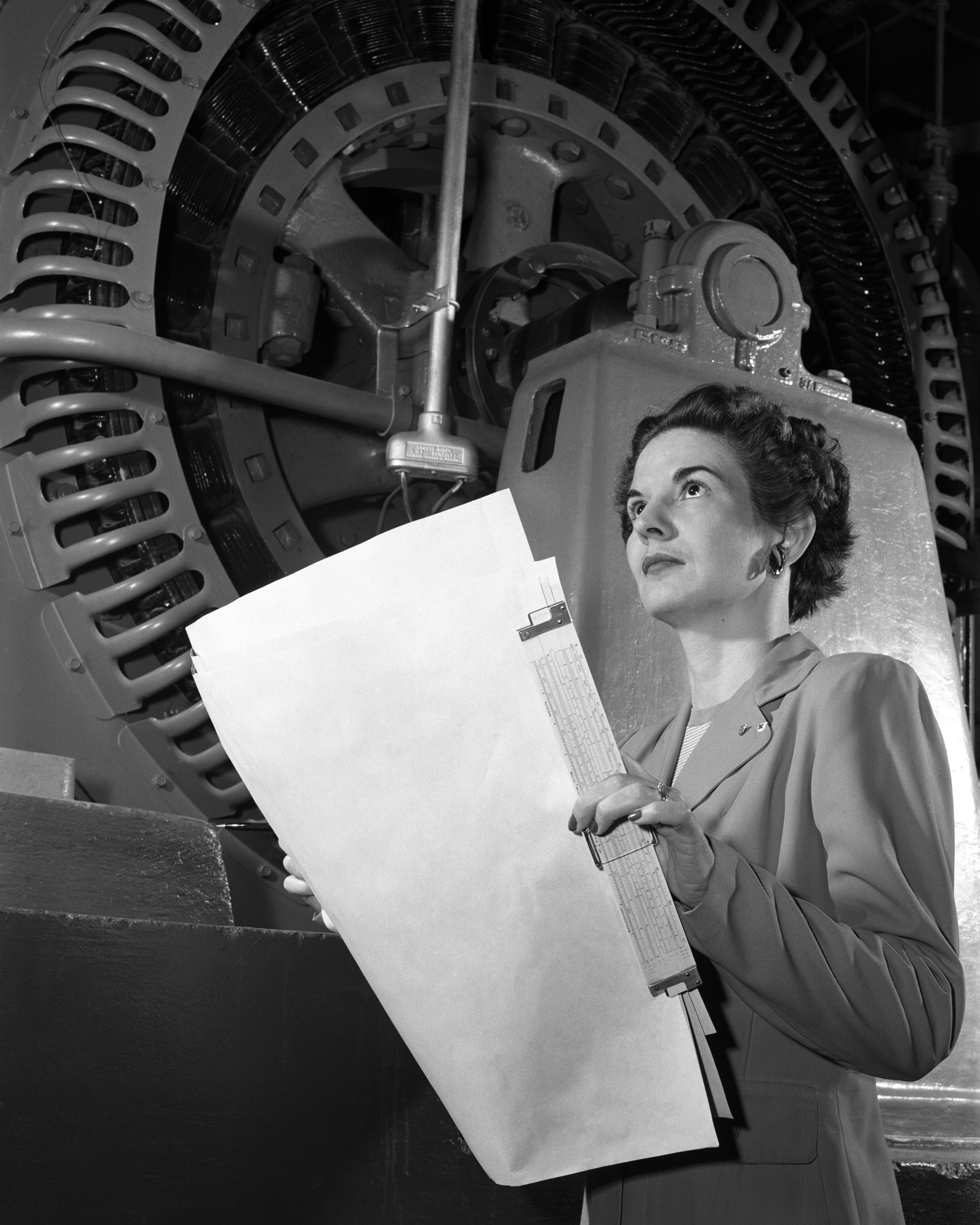
Die US-amerikanische Ingenieurin Kitty Joyner 1952

Die erste diplomierte Ingenieurin in einem europäischen Staat war Cécile Butticaz, die 1907 an der Ingenieurschule Lausanne ihr Diplom als Elektroingenieurin erwarb, ab 1909 ein Ingenieurbüro leitete, am zweiten Simplonstollen mitarbeitete und 1929 an der Universität Genf in Physik promovierte.
In den verschiedenen Staaten des Deutschen Reiches wurden Frauen zwischen 1900 und 1909 zum Studium an den Technischen Hochschulen und damit zum Studium der Ingenieurwissenschaften zugelassen. Doch studierten nur wenige Frauen ingenieurwissenschaftliche Fächer. Bis 1918 waren es an der TH Berlin 29 Architekturstudentinnen, fünf Elektrotechnikstudentinnen, drei Bauingenieurstudentinnen und eine Bergbaustudentin. Im Wintersemester 1918/19 gab es im Deutschen Reich 75 Ingenieurstudentinnen, davon studierten 56 das Fach Architektur. Neben Berlin zogen in der Kaiserzeit noch die Technischen Hochschulen Darmstadt und München Technikstudentinnen an.
Die erste Diplomingenieurin an einer deutschen Hochschule war Elisabeth von Knobelsdorff, die 1911 an der Technischen Hochschule Berlin-Charlottenburg in Architektur ihren Abschluss machte. 1913 folgten Jovanka Bončić-Katerinić und Thekla Schild. Bončić-Katerinić legte an der Technischen Hochschule Darmstadt ihre Diplomprüfung ab und ließ sich in Belgrad als Architektin nieder. Thekla Schild erwarb ihr Diplom an der TH Karlsruhe. Bis zu ihrer Heirat im Jahr 1916 arbeitete sie, größtenteils unbezahlt, in mehreren Architekturbüros. Die erste belegte Maschinenbau-Ingenieurin war Elsbeth Steinheil, deren Vater Unternehmer war. Sie studierte von 1913 bis 1917 an der TH München. Ein Jahr nach ihrem Diplom heiratete sie einen Mitarbeiter ihres Vaters. Die erste namentlich bekannte Absolventin im Bauingenieurwesen war Martha Schneider-Bürger, die 1927 an der TH München ihren Abschluss machte. Sie gab über viele Jahrzehnte die Stahlprofiltabellen heraus.
Marie Frommer, die 1916 in Berlin ihr Diplom im Fach Architektur gemacht hatte, promovierte 1919 an der TH Dresden zum Thema „Flusslauf und Stadtentwicklung“. Es war die erste Promotion einer Frau in einem ingenieurwissenschaftlichen Fach. Nachdem Frommer einige Jahre in Architekturbüros angestellt war, eröffnete sie 1925 ihr eigenes Architekturbüro. Frommer war Jüdin und musste 1936 in die USA emigrieren, wo sie wiederum als Architektin erfolgreich war. Die erste promovierte Maschinenbau-Ingenieurin war Ilse Essers, die 1926 ihr Ingenieurdiplom in Aachen machte. Essers entdeckte den Massenausgleich an beweglichen Flügelklappen und Flügelrudern zur Verhinderung von angefachten Flügelschwingungen. 1929 promovierte sie an der TH Berlin. Sie schaffte mit ihren Erkenntnissen und Erfindungen wesentliche Grundlagen im Bereich der Luftfahrttechnik, der Baukonstruktion und dem Maschinenbau. An der Technischen Universität Darmstadt war Kira Stein die erste Frau, die im Fachbereich Maschinenbau promoviert hat.

## Tätigkeit
Die Hauptaufgaben eines Ingenieurs in seinem Beruf umfassen: Entwurf, Planung, Konstruktion, Erprobung, Test und Verifikation, Ausführung, Fertigung, Betrieb, Vertrieb und Überwachung (z. B. TÜV) von: Bauwerken, Anlagen, Maschinen, elektro- und funktechnischen Anlagen; u. a. Anlagen zur Gewinnung, Erzeugung, Verteilung für Ver- und Entsorgung (Wasser, Strom, Gas, Wärme, Abwasser, Abfall) und deren Betriebsmittel; Verkehrsinfrastrukturen, Verkehrsmittel (Fahrzeuge, Schiffe, Flugzeuge), Militärtechnik, Medizintechnik, Raumfahrttechnik, sowie umwelttechnische, land- und forstwirtschaftliche Anlagen und Produktionsabläufe.
Eine traditionelle Tätigkeit des Ingenieurs z. B. in einem industriellen Unternehmen des Maschinenbaus, ist der Entwurf beziehungsweise die Konstruktion eines Bauteils oder Systems. Im speziellen Fall entwickelt ein sogenannter Entwicklungsingenieur oder eine Entwicklungsgruppe (Team) einen Prototyp oder einzelne technische Komponenten oder Lösungen für technische Situationen.
In der Regel werden bei der Entwicklung von Systemen (siehe auch Systems Engineering) – auch bei Einführung komplett neuer technischer Anwendungen – traditionell vorhandene Methoden und Mittel zur Herstellung verwendet. Der Ingenieur muss die bekannten Herstellungsmethoden, Werkzeuge und Werkstoffe und die für Teilfunktionen (Modularität) vorhandenen Bauelemente beherrschen und entwickelt daraus neuartige Systeme (Innovation).
Ingenieure arbeiten interdisziplinär, d. h. es bestehen meist Schnittstellen zu anderem Fachwissen und anderen Bereichen wie Mechanik, Produktion, Automatisierung usw. Interdisziplinär bedeutet auch, dass Ingenieure häufig in mehrsprachigen, multinationalen und verteilten Teams, arbeiten und in Englisch oder auch anderen Sprachen kommunizieren. Im Zuge der vermehrten, industriellen Arbeitsteilung übernehmen Ingenieure manchmal auch Einkaufs- und Verkaufsaktivitäten und sind als Kontaktpersonen zwischen den Zulieferern und den Endproduktherstellern tätig. Sogenannte Produktingenieure (siehe auch: Produktmanagement und Technischer Vertrieb) kümmern sich um ein Produkt, um es an den Kunden zu verkaufen und im Zielmarkt zum Beispiel zu etablieren, bewerben, bepreisen oder gestalten.

### Ausbildungsumfang
Die Unterrichtung der Naturwissenschaften ist auf Ingenieure zugeschnitten. Die Mathematik ist dabei ein Grundlagenfach und begleitet das Studium bis zum Examen. Zum Beispiel werden Mechanik, Statik, Elektrizitätslehre und Optik nicht allgemein, sondern als Technische Mechanik, Strömungsmechanik, Baustatik, Elektrotechnik und Technische Optik gelehrt.
Der Ingenieur gebraucht ebenso wie der Naturwissenschaftler die Mathematik zur Beschreibung und zur quantitativen Bewertung seiner Objekte, neben dem Rechnen des Alltags besonders die sogenannte höhere Mathematik.
Der Universitätsabsolvent wird theoretisch meist detaillierter, forschender als der Fachhochschul-Ingenieur ausgebildet.
Der FH-Ingenieur ist dafür meist praktischer und wirtschaftlicher näher an der Industrie orientiert ausgebildet. Die entsprechende Unterrichtung wird durch Industrie-Praktika unterstützt, in denen Lernen vor Ort beim Unternehmen stattfindet. Dies gilt insbesondere für Studenten an der Fachhochschule. In diesem Zusammenhang hat sich auch das sogenannte Duale Studium in Deutschland etabliert. Von Vorteil kann auch sein, wenn vor dem Studium ein Handwerk erlernt oder eine Facharbeiterausbildung absolviert wurde, wobei diese sogenannten „Bildungskarrieren“, d. h. Übergänge zwischen Schul- oder Bildungssystemen, wenn auch möglich, eher selten sind. Siehe hierzu:
Da sich technologische Entwicklungen häufig verändern (Kundenwünsche, Märkte, „Stand des Wissens“), sind Ingenieure stets einem ständigen Wissenswettbewerb (auch: Kompetenz) und Lernen ausgesetzt.
Die akademischen Hochschulgrade für Ingenieure nach dem europäischen Bologna-Prozess sind der Bachelor of Science (abgekürzt: B.Sc.) bzw. of Engineering (B.Eng.) und der darauf aufbauende Master of Science (M.Sc.) bzw. of Engineering (M.Eng.), die den bisherigen akademischen Grad Diplom-Ingenieur(in) (abgekürzt: Dipl.-Ing.) weitgehend ersetzen. Der Mastergrad öffnet den Weg für die Promotion zum Doktor der Ingenieurwissenschaften (abgekürzt: Dr.-Ing.) in Deutschland oder Doktor der technischen Wissenschaften (abgekürzt: Dr. techn.) in Österreich, siehe auch Internationale Situation des Ingenieurtitels.

### Führungsanspruch und Verantwortung
Aufgrund ihres umfangreichen Technikwissens in einer zunehmend technologisierten Gesellschaft und Wirtschaft (siehe auch: Digitale Transformation), haben Ingenieure heutzutage eine Führungsaufgabe zu vertreten. Durch die sogenannte Digitalisierung oder z. B. selbstfahrende Fahrzeuge – Produkte oder Services, welche auf immer tieferen Ebenen in das Leben eingreifen (Informationssicherheit oder auch funktionale Sicherheit) – betonen Experten die Wichtigkeit von Verantwortung.
Ingenieure waren auch im VW-Abgasskandal involviert. Ingenieure sind damit „Wissensträger“ und haben oft auch Zugang zu streng vertraulichen Informationen, die es stets zu schützen oder von Dritten fernzuhalten gilt.
Technische Probleme und Fehler mit weitreichenden, teils tödlichen Konsequenzen (z. B. Boeing 737 MAX), müssen durch Ingenieure behoben und für neue Entwicklungen durch geeignete Prozesse und Verbesserungen vermieden werden.

### Verhaltenskodexe

#### Verein Deutscher Ingenieure (VDI)
Es existieren ethische Leitlinien (auch: Verhaltenskodex) für Ingenieure, z. B. „Ethische Grundsätze des Ingenieurberufs“ des VDI. Der Kodex (Stand 2002) besteht aus drei Hauptteilen:
1. Verantwortung
2. Orientierung
3. Umsetzung in der Praxis

#### Institute of Electrical and Electronics Engineers (IEEE)
Dazu im Vergleich hat der IEEE Code of Conduct (Stand 2020) die drei Schwerpunkte (aus dem Englischen übersetzt):
1. Die höchsten Standards in Bezug auf Integrität, verantwortungsvolles Verhalten und ethisches Verhalten bei der beruflichen Tätigkeit einzuhalten
2. Alle Personen fair und respektvoll zu behandeln, sich nicht an Belästigungen oder Diskriminierungen zu beteiligen und zu vermeiden, andere zu verletzen
3. Stets bemüht zu sein und sicherzustellen, dass dieser Kodex von Kollegen und Mitarbeitern eingehalten wird

#### Eid des Archimedes
In Anlehnung an den Eid des Hippokrates entwickelten Diplomanden der ETH Lausanne um 1990 den Eid des Archimedes, der ebendort, an der Berner Fachhochschule sowie in weiteren Fachschaften des deutschsprachigen Raums rezipiert wird:
„Ich verspreche, mich entsprechend meinen Fähigkeiten und meinem Urteil an die folgenden Verpflichtungen zu halten:
- Ich werde meine Kenntnisse zugunsten der Menschen einsetzen.
- Ich werde meine Fähigkeiten nicht Personen zur Verfügung stellen, die die Menschenrechte nicht einhalten.
- Ich werde nicht zulassen, dass die Menschen, welche von meinem Handeln betroffen sind, aufgrund von Religion, Nationalität, Rasse, Geschlecht, sozialem Status oder politischer Überzeugung einen Nachteil erleiden.
- Ich werde die volle Verantwortung für meine Handlungen übernehmen und werde sie in keinem Fall auf andere abwälzen.
- Ich werde meinen Beruf so ausüben, dass die Umwelt respektiert wird.
- Ich werde meine Kenntnisse nicht zu zerstörerischen Zwecken nutzen.
- Ich werde meinen Beruf mit intellektueller Redlichkeit, gewissenhaft und ehrlich ausüben.

Ich mache diese Versprechungen in freier Entscheidung und in Achtung vor mir selbst.“
Ralph Dreher, Technikdidaktiker der Universität Siegen und der Internationalen Gesellschaft für Ingenieurspädagogik (IGIP), stellte 2015 den Leonardischen Eid als weiteren, dem ursprünglichen Text entlehnten Verhaltenskodex vor. Demnach solle jeder akademische Kurs des Ingenieurwesens an den Prinzipien der ethischen Legitimation, der Nachhaltigkeit und der sozialen Eingriffsfähigkeit orientiert sein.

### Erfindungen und Patente
Als Erfinder wird in Patentschriften häufig ein Ingenieur genannt. Ein einzelner Ingenieur kann sich mit guten oder vielen Erfindungen auch einen Namen machen. Er ist aber nicht zwangsläufig auch der Inhaber, der den gelegentlichen Erfolg eines erteilten Patents erntet. Das mit einem Patent geschützte Recht gehört dem Arbeitgeber (siehe auch Arbeitnehmer-Erfindergesetz, ArbEG), der seinem angestellten Erfinder nur eine Vergütung zu zahlen hat. Aufgrund immer komplexerer Technologie und Entwicklungsaufwänden, werden Erfindungen heutzutage in der Regel durch große Unternehmen und eigenständige Patentabteilungen angemeldet sowie finanziert. Heutzutage beschäftigen sich mit schwierigen rechtlichen Fragen auch spezialisierte Patentingenieure mit der Thematik. Ein Spezialfall von Patenten in Europa ist z. B. die Patentierbarkeit von Software, auch genannt „Computerimplementierte Erfindungen“.

In der Top-10-Liste der Patentanmeldungen befinden sich laut dem DPMA regelmäßig die großen deutschen Unternehmen aus der Automobilindustrie. Laut Angaben des Europäischen Patentamts (EPA) hat im Jahr 2020, trotz Coronakrise, Deutschland allein 25.954 Patente angemeldet und liegt damit auf dem zweiten Platz hinter den USA. Anhand von Patentanmeldungen lässt auf historische Entwicklungen oder heutige bzw. zukünftige Technologietrends und Marktbewegungen blicken. 

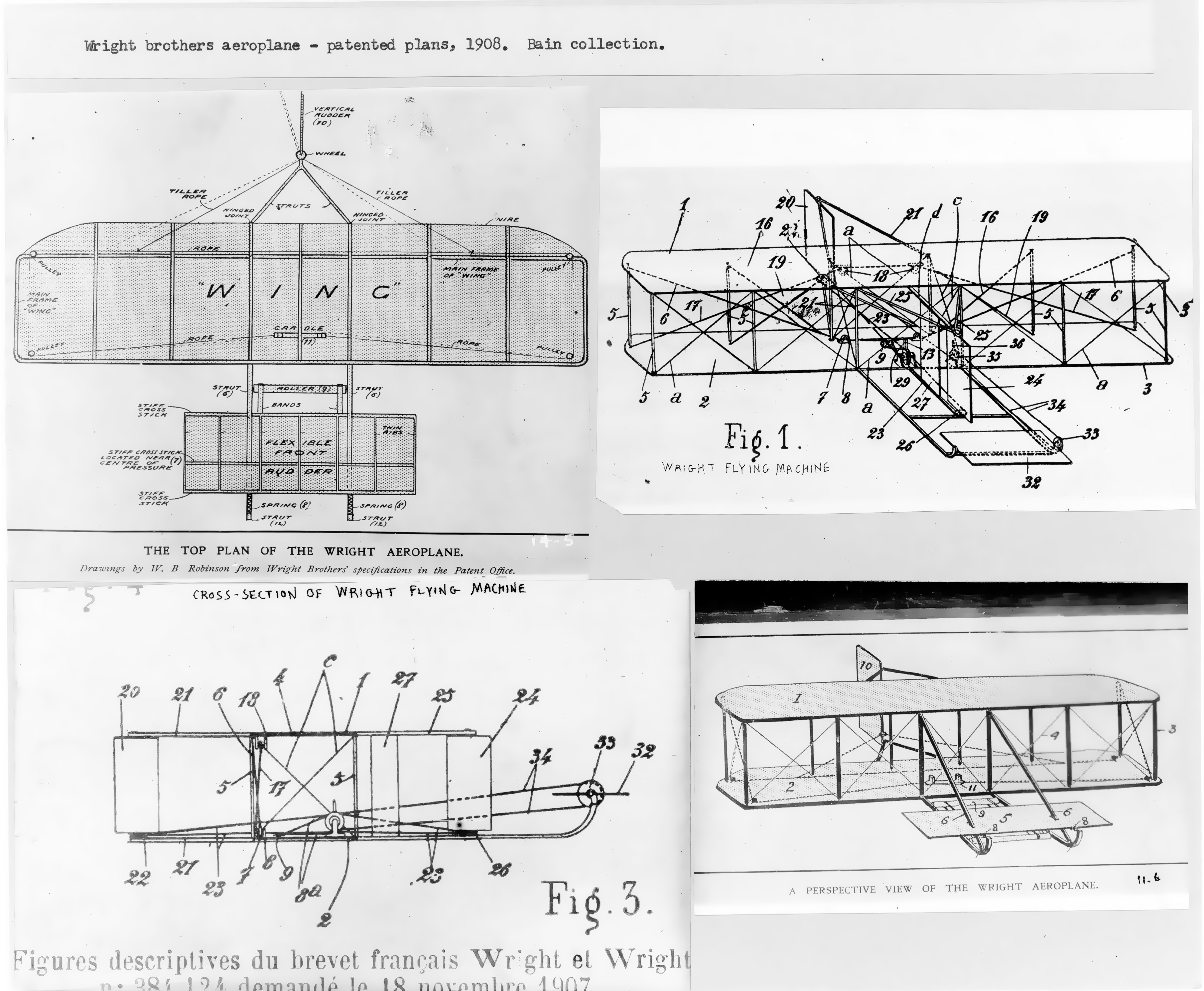
Wright brothers Patentplan von 1908

Ingenieure, die berühmt wegen ihrer vielen Patente sind, können sich die Anmelde- und laufenden Kosten bei den Patentämtern mehrerer Länder (siehe auch: Europäisches Patent) meistens nur leisten, weil sie durch wirtschaftlichen Erfolg auf Grund einer bahnbrechenden Erfindung dazu in der Lage sind.

#### Beispiele für erfolgreiche Erfinder
Beispiele für erfolgreiche Erfinder (teils diplomiert, teils mit Unternehmensgründung und wirtschaftlichem Erfolg) sind: Artur Fischer, Isambard Kingdom Brunel, Ferdinand Porsche, Godfrey Hounsfield (Als EE-Ingenieur nominiert für Nobelpreis für Physiologie oder Medizin für die Erfindung des CT), Guglielmo Marconi, Joachim Kreuzburg, Gustave Eiffel, Harry Ricardo, Nikola Tesla, „Immuningenieur“ Uğur Şahin, Simon Sze oder Thomas Alva Edison. Oftmals wird in diesem Zusammenhang auch von Pionieren oder Visionären gesprochen.
Ingenieuren liegt häufig auch nahe, sich aufgrund ihrer Expertise selbstständig zu machen, jedoch dominiert bei der Mehrzahl (94 „Anteile“ in der Personengruppe) ein Angestelltenverhältnis.

### Preise und Ehrungen (Beispiele)

#### Deutschland
- Aachener Ingenieurpreis
- Bertha-Benz-Preis
- Bayerischer Ingenieurpreis[75]
- Deutscher Ingenieurpreis der Bundesvereinigung der Straßenbau- und Verkehrsingenieure e. V.[76]
- Deutscher Ingenieurbaupreis[77]
- Deutscher Zukunftspreis
- Förderpreis des Deutschen Stahlbaues[78]
- Konrad-Zuse-Medaille
  - Konrad-Zuse-Medaille für Verdienste um die Informatik
  - Konrad-Zuse-Medaille für Verdienste um die Informatik im Bauwesen
- VDI Ehrungen und Preise[79]
  - Grashof-Denkmünze
- Werner-von-Siemens-Ring

#### Ausland
- Europäischer Erfinderpreis
- Faraday-Medaille (IET)[80]
- IEEE
  - IEEE Medal of Honor
  - Zahlreiche Preise der IEEE Electron Devices Society (EDS)[81]
- Millennium Technology Prize (€1 Mio.)
- MIT Technology Review TR35 „35 Innovators under 35“[82]
- NASA Group Achievement Award[83]
- Queen Elizabeth Prize for Engineering (£500.000)[84]
- SAE International Preise
  - Verschiedene Auszeichnungen,[85] u. a. Wright Brother Medal, welche 2017 an Experten des Fraunhofer IFAM und der Technischen Universität Hamburg verliehen wurde.[86]

### Selbstdarstellung
Von Ingenieuren selbst dargestellte Berufsbilder stammen zum Beispiel von Max von Eyth (Hinter Pflug und Schraubstock, 19. Jahrhundert) und Heinz Hossdorf (Das Erlebnis Ingenieur zu sein, 2002).

## Der Ingenieur im Bild der Öffentlichkeit
Ingenieure, der Beruf des Ingenieurs und die Fähigkeiten des Ingenieurs unterliegen in der Öffentlichkeit verschiedenen Wahrnehmung. Einige Sprüche oder Eigenheiten werden Ingenieuren zugeschrieben.

### Das Ingenieurlied
Die ersten beiden Zeilen des Ingenieurliedes lauten:
Dem Ingenieur ist nichts zu schwere –

Er lacht und spricht: Wenn dieses nicht, so geht doch das!
Es wurde 1871 von Heinrich Seidel verfasst, der selbst Ingenieur war und darin seinen Beruf als Lebensmotto darstellte.
Die Technik und die Ingenieure als deren Gestalter seien Garanten für Fortschritt und Frieden. Globales Handeln wurde den Ingenieuren von Seidel schon in der industriellen Gründerzeit bestätigt.
Die letzte Strophe lautet:
Die Ingenieure sollen leben!

In ihnen kreist der wahre Geist der allerneusten Zeit!

Dem Fortschritt ist ihr Herz ergeben,

Dem Frieden ist hienieden ihre Kraft und Zeit geweiht!

Der Arbeit Segen fort und fort,

Ihn breitet aus von Ort zu Ort,

Von Land zu Land, von Meer zu Meer –

Der Ingenieur.
Das Ingenieurlied ist somit auch ein Beleg für die Euphorie, Wissenschaft und Technik würden die Menschheit in eine Wunderwelt führen, und für die daraus resultierende hohe gesellschaftliche Anerkennung des Ingenieurberufs.
Die Euphorie hinsichtlich des technischen Fortschritts nahm erstmals nach dem Ersten Weltkrieg ab, in dem Teile der Welt auch mit Hilfe technischer Mittel zu Menschen-Schlachthäusern wurden. Seit etwa einem halben Jahrhundert besteht einerseits großes Misstrauen gegenüber technischen Neuerungen und andererseits selbstverständliche Aneignung der immer zahlreicheren nützlichen und faszinierenden Produkte, die von Ingenieuren geschaffen werden. Die zunehmende allgemeine Ignoranz in technischen Dingen wirkt sich auch auf den Ingenieur im Bild der Öffentlichkeit aus, in deren Augen der immer schon die wirtschaftliche Entwicklung prägende Investor in den Vordergrund gerückt ist.

### Daniel Düsentrieb
Erika Fuchs kreierte 1958 bei der deutschen Übersetzung der Carl-Barks-Comics „Inventor Of Anything“ das Motto von Daniel Düsentrieb (englisch: Gyro Gearloose) Dem Ingeniör ist nichts zu schwör. Das wurde zum – hintersinnig mit etwas Spott besetzten – geflügelten Wort. Es handelt sich um eine abgewandelte Form der ersten Zeile des Ingenieurlieds von Heinrich Seidel („Dem Ingenieur ist nichts zu schwere“).
Eine ähnliche Redewendung lautet:
Wo man ihm ein Rätsel schenkt, steht der Ingenieur und denkt.
oder auch – wieder in Anspielung auf das Ingenieurlied:
Dem Ingeniör ist nichts zu schwör.
Geht nicht dies, so geht doch das,
der Ingeniör find' immer was.

### Dilbert
Dilbert war ein berühmter und erfolgreicher Comicstrip, der die Konflikte, Reibereien und Missverständnisse des Arbeitsalltags von Ingenieuren, Managern, Mitarbeitern in Unternehmen darstellte. Dilbert wurde vom VDI Verlag (Ingenieur.de) ins Deutsche übersetzt. Nach Rassismus-Vorwürfen gegen den Autor wurde der Comicstrip Anfang 2023 durch viele Verlage, inklusive des VDI, nicht mehr verbreitet und später durch Dilbert Reborn ersetzt.

### Andere Sprüche
Ingenieure arbeiten häufig mit Messtechnik. Daraus resultiert der folgende Spruch, welcher auf die Messunsicherheit (Messfehler) von Messungen hinweisen soll:

„Wer misst, misst Mist.“

## Internationale Situation des Ingenieurtitels

### Deutschland
| Sozialversicherungspflichtig beschäftigte Ingenieure in Deutschland (Gruppe BF17 oder Ingenieurberufe) | Sozialversicherungspflichtig beschäftigte Ingenieure in Deutschland (Gruppe BF17 oder Ingenieurberufe) |
| Jahr                                                                                                   | Anzahl                                                                                                 |
| --- | --- |
| 1999                                                                                                   | 637.935                                                                                                |
| 2001                                                                                                   | 657.491                                                                                                |
| 2003                                                                                                   | 647.051                                                                                                |
| 2005                                                                                                   | 568.000                                                                                                |
| 2007                                                                                                   | 654.358                                                                                                |
| 2011                                                                                                   | 639.000                                                                                                |
| 2012                                                                                                   | 778.638                                                                                                |
| 2013                                                                                                   | 762.322                                                                                                |
| 2014                                                                                                   | 784.753                                                                                                |
| 2015                                                                                                   | 812.159                                                                                                |
| 2016                                                                                                   | 838.641                                                                                                |
| 2017                                                                                                   | 869.387                                                                                                |
| 2018                                                                                                   | 988.700                                                                                                |
| 2019                                                                                                   | 976.269 1.034.470                                                                                      |
| 2020                                                                                                   | 1.053.650                                                                                              |
| 2021                                                                                                   | 1.070.770                                                                                              |
| 2022                                                                                                   | n.v.                                                                                                   |

Der Grad Diplom-Ingenieur (Dipl.-Ing.) wird durch ein in der Regel fünf Jahre dauerndes Studium an einer Technischen Universität (früher Technische Hochschule) oder Universität erworben. Das vierjährige Studium an einer Fachhochschule führt zum Diplom-Ingenieur (FH). Die vor der Gründung der Fachhochschulen existierenden Ingenieurschulen (Höhere Fachschulen, Ingenieurakademien), aber auch für einige Jahre noch die Fachhochschulen führten nach minimal drei Jahren Studium zum Titel graduierter Ingenieur (Ingenieur (grad)). Aufgrund des Bologna-Prozesses haben inzwischen viele Hochschulen auch ihre Ingenieurstudiengänge auf die neuen Abschlüsse Bachelor und Master umgestellt. Beide Abschlüsse können sowohl an Universitäten als auch an Fachhochschulen erworben werden. Die entsprechenden akademischen Grade lauten Bachelor of Engineering (B.Eng.) oder Bachelor of Science (B.Sc.) bzw. Master of Engineering (M.Eng.) oder Master of Science (M.Sc.).
Eine Sonderform stellt der Europa Ingenieur (EUR ING) dar. Es handelt sich um einen Qualitätsstandard, um die unterschiedlichen Ingenieurausbildungen in Europa vergleichbar zu machen. Die Bezeichnung EUR ING wird von der Ingenieur-Vereinigung FEANI (Föderation Europäischer Nationaler Ingenieurverbände) in Brüssel verliehen, welche in Deutschland durch den Deutschen Verband Technisch-Wissenschaftlicher Vereine (DVT) vertreten ist. Es handelt sich um keinen Hochschulgrad, sondern um einen Ausweis für Qualifikationen. Dieser steht somit auf der Visitenkarte als private Ergänzung vor dem Namen. Die Registratur hinterlegt z. B. auch Absolventen von Fachschulen mit Weiterbildungen die zur Berufstätigkeit (z. B. in der Detailkonstruktion) erforderlichen Zertifikate. Die Zertifizierung ist mit Kosten verbunden. Der DVT zählt (Stand 2018/2019) ca. 210.000 Ingenieure und davon 2.851 Ingenieure mit EUR ING-Zertifikat.
Eine weitere Sonderform ist der Schiffsingenieur. Die in der internationalen Seefahrt für den Betrieb eines Schiffes verantwortliche Person kann nach der Schiffsmechanikerlehre nach erfolgreichem Besuch einer zweijährigen Fachschule auch ohne Studium Schiffsingenieur werden. Die Berufsbezeichnung „Schiffsingenieur“ wurde bereits nach § 3 Ziffer 5 vom 7. Januar 1909 (RGBl., S. 210) bekanntgegeben. Mit dem Ministerial-Erlass vom 17. Dezember 2010 wurde die Befähigung zum Schiffsingenieur eingeführt.
Auch im Bergbau ist für Steiger eine Fortbildung zum Ingenieur ohne Studium über einen Kurs möglich: Die Absolventen des Betriebsführerlehrganges einer deutschen Bergschule dürfen nach §1 der Ingenieurgesetze aller Bundesländer die Berufsbezeichnung Ingenieur führen.
In der Schweißtechnik wird ein Kurs zur Schweißaufsicht angeboten. Das International Institute of Welding verleiht den erfolgreichen Absolventen ein weltweit gültiges Diploma International Welding Engineer. Zur Prüfung/Zulassungsarbeit werden neben Ingenieuren aller Fachrichtungen auch Schweißtechniker, Obersteiger und Kapitäne in ihrer Funktion als Hafenmeister zugelassen. Die IIW-Diplome sind, wie ein akademischer Grad, lebenslang gültig. Mit einer drei Jahre lang gültigen Zertifizierung wird entsprechend internationalem Recht die vorgeschriebene Weiterbildung und Tätigkeit als Schweißaufsicht erstmals drei Jahre nach Erteilung des Patents testiert.
Die Berufsbezeichnung lautet Certified International Welding Engineer.

#### Berufsbezeichnungen und akademische Grade
Ab 1965 gab es in der Bundesrepublik Deutschland das Bundesgesetz Gesetz zum Schutze der Berufsbezeichnung "Ingenieur" (Ingenieurgesetz). Es wurde jedoch 1969 vom Bundesverfassungsgericht unter anderem mit der Begründung verworfen, dass der Bund keine Gesetzgebungskompetenz zum Schutz der Bezeichnung besitze.
Stattdessen ist die Berufsbezeichnung „Ingenieur“ in der Bundesrepublik Deutschland seit Anfang der 1970er Jahre durch die Ingenieurgesetze der Bundesländer geschützt und darf nur von Absolventen von Studiengängen verwendet werden, deren Hauptinhalte technischer bzw. naturwissenschaftlicher Natur sind. Das kann neben den klassischen Ingenieursstudiengängen (etwa Maschinenbau) beispielsweise auch Informatik einschließen. Zuvor durften auch Personen ohne eine Ingenieurausbildung, aber mit langjähriger einschlägiger Berufspraxis die Standesbezeichnung „Ingenieur“ führen.
Absolventen früherer Ingenieurschulen dürfen nach landesrechtlicher Regelung die vormals verliehene staatliche Bezeichnung „Ingenieur“ oder „Ingenieur (grad.)“ (graduierter Ingenieur) führen. Im Rahmen der Nachdiplomierung beim für die zu Grunde liegende Ausbildung zuständigen Kultusminister wurde ihnen unter bestimmten Voraussetzungen die staatliche Bezeichnung „Dipl.-Ing. (FH)“ zuerkannt; der Zusatz (FH) nur dann, wenn dies ausdrücklich in der Nachdiplomierungs-Urkunde vermerkt war. Die an Berufsakademien erworbene staatliche nicht-akademische Abschlussbezeichnung erhält den Klammerzusatz (BA): „Diplom-Ingenieur (BA)“.
Das Studium an Technischen Universitäten (früher Technische Hochschulen) wird traditionell immer mit dem akademischen Grad „Dipl.-Ing.“ – in neuerer Zeit mit dem Klammerzusatz (TU), (TH) – oder als „Dipl.-Ing. Univ.“ (verliehen u. a. durch die Technische Universität München) geschrieben zur Unterscheidung vom Dipl.-Ing. (FH).
Nach einer Promotion in den Ingenieurwissenschaften an einer Universität wird der akademische Grad eines „Doktors der Ingenieurwissenschaften“ („Doktor-Ingenieur“, „Dr.-Ing.“) verliehen, möglich sind aber auch der „Dr. techn.“ bzw. der „Dr. mont.“ für technische bzw. Montanwissenschaften.

#### Bologna-Prozess
Auf Grund des Bologna-Prozesses haben inzwischen (2010) fast alle Fachhochschulen und Universitäten auch ihre Ingenieurstudiengänge auf den Abschluss Bachelor oder Master umgestellt. Studenten, die sich zuvor auf einen Diplom-Studiengang eingeschrieben haben, können auch noch ihr Studium mit Diplom abschließen. In den Bachelor- und Master-Studiengängen lauten die entsprechenden akademischen Grade Bachelor of Engineering (B.Eng.) oder Bachelor of Science (B.Sc.) bzw. Master of Engineering (M.Eng.) oder Master of Science (M.Sc.) ohne Unterschied darauf, an welcher Hochschule das Studium absolviert wurde.
Im Freistaat Sachsen erlaubt das Landeshochschulgesetz (Stand 2014) explizit den Abschluss Diplom und es werden weiterhin grundständige Studiengänge mit dem Abschluss Diplom-Ingenieur (Dipl.-Ing.) angeboten.
Berufsverbände und Ingenieurvereinigungen wie beispielsweise der Akkreditierungsverbund für Studiengänge des Bauwesens (ASBau) stehen der Umstellung auf die neuen Abschlüsse kritisch gegenüber und zweifeln an, dass das Bachelor-Studium eine ausreichend berufsbefähigende Ausbildung leistet. Sie sehen in den neuen Abschlüssen den Versuch, einen großen Teil der Ausbildung in das Berufsleben zu verlagern. Der sogenannte Master Professional sowie der 300 Stunden weniger umfassende Bachelor Professional sind in Deutschland seit 2020 zusätzlich auf die Berufsschulzeugnisse aufgedruckte Titel im Berufschulbereich ohne Hochschulausbildung, berechtigen zu einer Hochschulausbildung im Fachbereich. Sie entsprechen meist dem Rang eines Fachwirtes, staatlich anerkanntem Erziehers Meisters, Schweißlehrers oder Technikers und sollen der internationalen Verständlichkeit dienen und Gleichwertigkeit mit den akademischen Graden sowie Praxisnähe. Gegner sehen Verwechslungsgefahr zu den akademischen Ingenieurabschlüssen.

#### In der DDR erworbene Ingenieur-Grade
Die Ingenieure in der DDR wurden in drei Graduierungsstufen ausgebildet:
1. Ingenieur (Ing.), nach Abschluss eines dreijährigen Studiums an einer Ingenieurschule (Fachschule),
2. Hochschulingenieur (HS-Ing.), nach Abschluss eines drei- bis vierjährigen Studiums an einer Ingenieurhochschule, Technischen Hochschule oder Universität (Studiengänge ab 1969, an Ingenieurhochschulen bis zur Wende),
3. Diplomingenieur (Dipl.-Ing.), nach Abschluss eines vierjährigen Studiums mit anschließender Diplomierung an einer Technischen Hochschule oder Universität.

Ebenso wurden in der DDR bis ca. 1990 spezialisierte Fachingenieure für Pharmazie ausgebildet. Diese Ingenieure arbeiteten nach dem dreijährigen Studium vorwiegend in Apotheken. Schätzungen des Bundesapothekerkammer zur Folge arbeiteten 2021 ca. 4400 Pharmazieingenieure in Deutschland, die bis spätestens 2030 das Rentenalter erreichen.

##### Ausbildung an Ingenieurschulen (Fachschulen)

Ingenieururkunde, Nov. 1990

Bescheinigung einer „Nachdiplomierung“

Als Zugangsvoraussetzung galt der Abschluss der 10. Klasse sowie eine einschlägige Berufsausbildung. Eine Hochschulzugangsberechtigung in Form eines Abiturs o. ä. war nicht notwendig.
Die Regelstudienzeit im Präsenzstudium betrug sechs Semester. Das letzte (sechste) Semester verbrachte der Student im Betrieb zur Einarbeitung auf seine zukünftige Stelle. Das Studium endete mit dem staatlichen Titel Ingenieur (Abk.: „Ing.“). Der Abschluss galt gleichzeitig als fachgebundene Hochschulreife. Häufig wurden Facharbeiter mit guten und sehr guten Leistungen vom Betrieb zum Fachschulstudium delegiert. Auch gab es spezielle Sonderstudienformen für Frauen (Frauensonderstudium), um die Frauenrate in den technischen Berufen anzuheben.
Mit dem Beitritt der DDR wurden die in der DDR erworbenen oder staatlich anerkannten schulischen, beruflichen und akademischen Abschlüsse beziehungsweise Befähigungsnachweise neu eingeordnet. Laut Art. 37, Abs. 1 des Einigungsvertrags haben die Fach- und Ingenieurschulabschlüsse, deren Ausbildungsniveau zwischen der Facharbeiter- und Hochschulbildung lag, keine Entsprechung im westdeutschen Bildungssystem. Manche Abschlüsse sind gleichwertig dem westdeutscher Ingenieurschulen und Ingenieurakademien bis Anfang der 1970er Jahre. Eine Gleichstellung zu westdeutschen Fachhochschulabschlüssen war nicht möglich. Die Gleichwertigkeit zu Fachhochschulabschlüssen konnte nur nach dem Erwerb zusätzlicher Qualifikationen (Aufbaustudium an einer FH) festgestellt werden.
Auf Drängen der neuen Länder wurde auch eine Regelung zum Erwerb des FH-Diploms aufgrund von Berufserfahrung und ohne Besuch des Aufbaustudienganges vereinbart. Mit dieser Nachdiplomierung wird einigen Absolventen das Recht eingeräumt, nach Nachweis einer einschlägigen dreijährigen Berufstätigkeit den Titel Dipl.-Ing. (FH) zu tragen. Da dieser Titel vom Kultusministerium verliehen wird und nicht von einer Hochschule, handelt es sich hierbei um eine staatliche Bezeichnung und nicht um einen akademischen Grad. Dies ist vergleichbar mit der staatlichen Abschlussbezeichnung Dipl.-Ing. (BA) an einer Berufsakademie.
Die ursprüngliche Stichtagsregelung wurde zwischenzeitlich durch ein Gerichtsurteil für ungültig erklärt. Für die Nachdiplomierung muss beim Kultusministerium ein kostenpflichtiger Antrag gestellt werden.
Einige Jahrgänge mussten ein zusätzliches Aufbaustudium an einer Fachhochschule über drei Semester mit einer Diplomarbeit zur Erlangung eines Dipl.-Ing. (FH) absolvieren.
Nach der Wende wurden die meisten Ingenieurschulen geschlossen bzw. in Fachschulen zur Ausbildung zum Staatlich geprüfter Techniker umgewandelt. Einige wurden zu Fachbereichen von Fachhochschulen ausgebaut.

##### Ausbildung an Ingenieurhochschulen (IHS)
Ab 1969 wurden im Rahmen der 3. Hochschulreform der DDR die Ingenieurhochschulen eingeführt. Als Zugangsvoraussetzung galt die Berufsausbildung mit Abitur (BmA) oder das Abitur der EOS mit einem Vorpraktikum. Geeignete Studieninteressenten ohne Abitur konnten in einjährigen Vorkursen für junge Facharbeiter direkt an den Ingenieurhochschulen die fachgebundene Hochschulreife erwerben und anschließend studieren. Die Regelstudienzeit betrug anfangs 3,5 Jahre und wurde später auf vier Jahre erhöht. Ein Semester sah das große Industriepraktikum vor. Nach erfolgreichem Studium wurde der mit dem Hochschulgrad Hochschulingenieur (Abk.: „HS-Ing.“) verliehen. Die besten Studenten eines Jahrgangs hatten Ende der 1980er Jahre die Möglichkeit, eine Diplomprüfung abzulegen. Sie erwarben den Hochschulgrad Diplomingenieur.
Die Ingenieurhochschule war von ihrer Aufgabenstellung und vom akademischen Niveau das ostdeutsche Pendant zu den westdeutschen Fachhochschulen. Die Ingenieurhochschule sollte die Ingenieurschule ablösen. Aufgrund von Abiturientenmangel scheiterte dieses Vorhaben.
Die Ingenieurhochschulen sollten nun zu Technischen Hochschulen entwickelt oder mit solchen vereinigt werden. Regelabschluss sollte das Diplom werden. Dieser Prozess wurde bis zur Wiedervereinigung nicht abgeschlossen.
Mit der Wiedervereinigung Deutschlands wurden (gemäß Einigungsvertrag) die Abschlüsse der Ingenieurhochschulen als gleichwertig mit westdeutschen FH-Abschlüssen eingestuft. Die Absolventen konnten sich ohne Auflagen und Einschränkungen zum akademischen Grad „Diplom-Ingenieur (FH)“ umdiplomieren lassen. Nach der Wende wurden sämtliche Ingenieurhochschulen zu Fachhochschulen.

##### Ausbildung an Technischen Hochschulen, Technischen Universitäten und Universitäten
Zugangsvoraussetzung für das Ingenieurstudium an einer TH/TU oder Uni war das Abitur. Die Regelstudienzeit betrug fünf Jahre, später wurde sie per Ministerbeschluss einheitlich auf vier Jahre begrenzt. Der Abschluss war der akademische Grad Diplomingenieur.
Mit der Wiedervereinigung Deutschlands wurden (gemäß Einigungsvertrag) die Abschlüsse an traditionellen Technischen Hochschulen und Universitäten als gleichwertig bzw. niveaugleich den Abschlüssen der westdeutschen Technischen Hochschulen und Universitäten eingestuft. Abschlüsse, die an Technischen Hochschulen abgelegt wurden, die aus Ingenieurhochschulen hervorgingen, unterzog man einer Inhaltsprüfung. Bei mindestens neunsemestriger Studiendauer wurden sie wie TH- bzw. TU-Abschlüsse gewertet. Bei 8-semestriger Studiendauer wurden sie als gleichwertig dem westdeutschen FH-Abschluss eingestuft. Die meisten dieser vormals in Technische Hochschulen umgewandelten Ingenieurhochschulen wurden nach der Wende zu Fachhochschulen. Nur eine erlangte den Status einer Technischen Universität (TU), die TU Ilmenau.

### Österreich

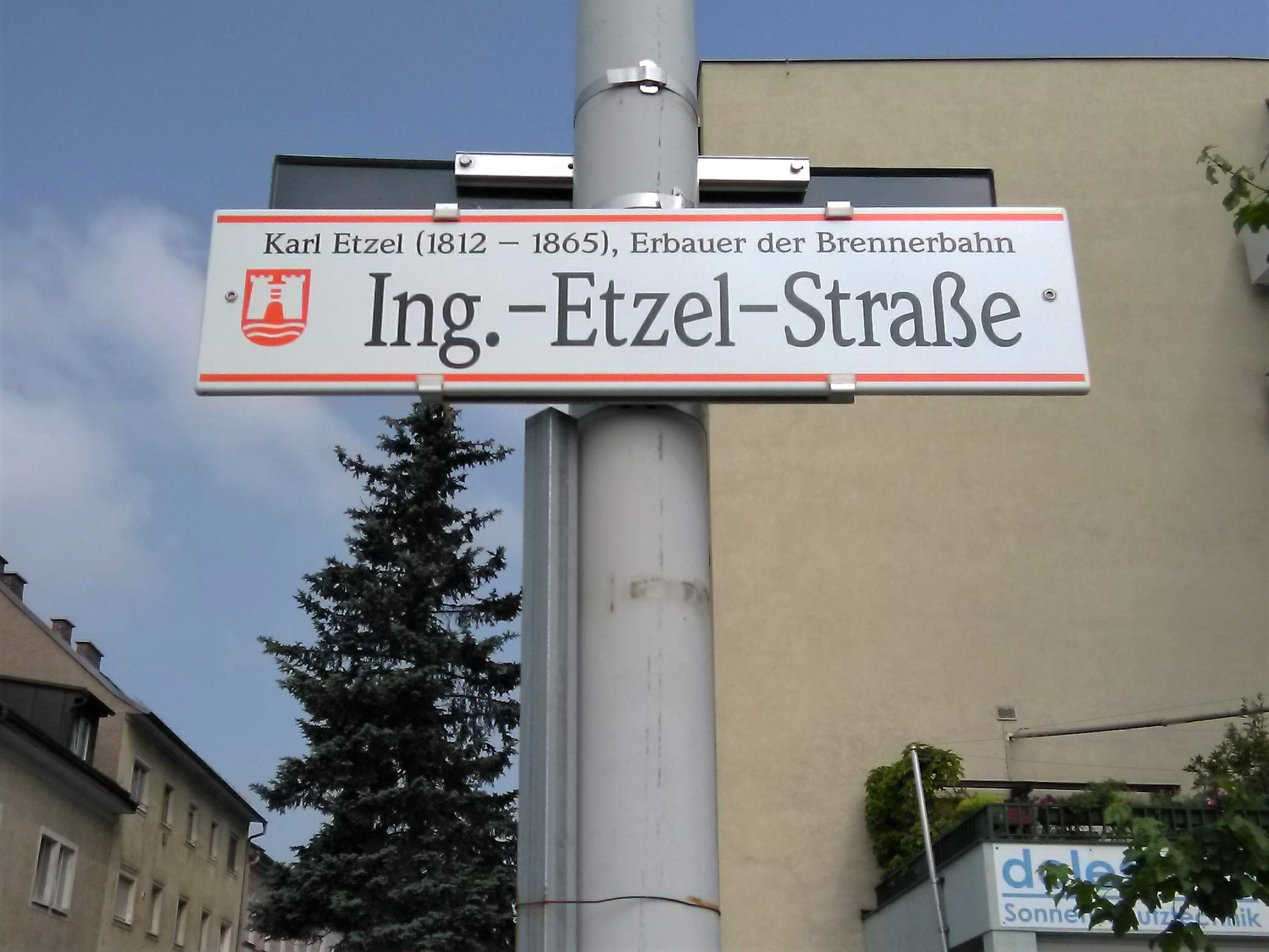
Amtlicher Straßenname mit Ingenieursbezeichnung in Linz

Die technische Ausbildung, die Führung der Bezeichnung Ingenieur und der akademischen Ingenieurgrade, sowie die auf ziviltechnischer und gewerberechtlicher Basis beruhende Berufsbezeichnung Ingenieur sind in Österreich bundeseinheitlich geregelt. Gesetzlich anerkannt wurde die damalige Standesbezeichnung erstmals 1917 von Kaiser Karl.

#### Ingenieursausbildung im Rahmen des Schulsystems
Im Rahmen des Schulsystems erfolgt die Ingenieursausbildung an den Höheren Technischen Lehranstalten (HTL) und den Höheren Land- und Forstwirtschaftlichen Lehranstalten (HLFL) sowie vergleichbaren berufsbildenden höheren Schulen in einem gewerblichen oder umweltbezogenen Ausbildungszweig. Die Ausbildung dauert fünf Jahre (9. bis 13. Schulstufe) und schließt mit der Reife- und Diplomprüfung ab.

##### Qualifikationsbezeichnung Ingenieur
Das Ingenieurgesetz 2017 regelt die Bedingungen für die Verleihung des Ingenieurtitels. Neben der abgeschlossenen Schulausbildung, Reife- und Diplomprüfung einer HTL, HLFL oder vergleichbaren Institution und der fachbezogenen Praxis im Umfang von drei Jahren müssen die Antragsteller vor einer Zertifizierungskommission in einem Fachgespräch nachweisen, dass sie über „fortgeschrittene Kenntnisse und Fertigkeiten gemäß den Deskriptoren des Nationalen Qualifikationsrahmens“ verfügen. Dadurch wird der Ingenieurtitel als Qualifikation der Stufe 6 des Nationalen Qualifikationsrahmens auf die Stufe des Bachelors gestellt. Diese Gleichwertigkeit bezieht sich jedoch ausschließlich auf die Einordnung des erworbenen Qualifikationsniveaus im Nationalen Qualifikationsrahmen und nicht auf akademische Vergleichbarkeit mit einem Bachelor-Abschluss, weshalb auch die Zugangsvoraussetzungen (im Allgemeinen ein Abschluss einer postsekundären Bildungseinrichtung) für ein ordentliches Masterstudium an einer Universität bzw. Fachhochschule nicht erfüllt sind.

##### Dipl.-HTL-Ing. und Dipl.-HLFL-Ing.
Darüber hinaus wurde im Jahr 1994 auch die Möglichkeit geschaffen, für eine Übergangszeit die Bezeichnung Diplom-HTL-Ingenieur (Dipl.-HTL-Ing.) bzw. Diplom-HLFL-Ingenieur (Dipl.-HLFL-Ing.) zu erwerben. Hierfür mussten nach der Reife- und Diplomprüfung einer österreichischen Höheren Technischen Lehranstalt oder einer Höheren Land- und Forstwirtschaftlichen Lehranstalt eine sechsjährige fachliche Praxis absolviert, eine schriftliche Arbeit abgefasst, sowie eine kommissionelle Prüfung vor Sachverständigen abgelegt werden. Diese Möglichkeit der Nachqualifizierung für HTL-Ingenieure war als Übergangsphase nach Einführung der Fachhochschulen gedacht. Bereits das im Jahr 1994 erlassene Gesetz sah das Außerkrafttreten der Bestimmungen mit 31. Dezember 2006 vor, für anhängige Verfahren gab es eine Übergangsfrist bis zum 31. Dezember 2008.

#### Universitäten und Fachhochschulen
Die Ingenieursausbildung an Universitäten (meist Technischen Universitäten) bzw. Fachhochschulen erfolgte bis zur Umsetzung des Bologna-Prozesses durch Diplomstudien, wobei deren Mindeststudiendauer an den Universitäten üblicherweise zehn Semester und an Fachhochschulen acht Semester betrug. Den Absolventen von technischen Diplomstudien an Universitäten wurde der akademische Grad Diplom-Ingenieur (Abk.: Dipl.-Ing. oder DI – ohne Abkürzungspunkte) mit 300 ECTS-Leistungspunkten und den Absolventen von technischen Diplomstudien an Fachhochschulen der akademische Grad Diplom-Ingenieur (FH) (Abk.: Dipl.-Ing. (FH) oder DI (FH)) mit 240 ECTS-Leistungspunkten verliehen.
Mit der Umsetzung des Bologna-Prozesses erfolgt die Ingenieursausbildung sowohl an Universitäten (meist Technischen Universitäten) als auch an Fachhochschulen durch Bachelor- und Masterstudien, wobei für die Aufnahme eines Masterstudiums ein bereits abgeschlossenes Bachelor- oder Diplomstudium erforderlich sind. Die Studiendauer von technischen Bachelorstudien beträgt meist sechs Semester und jene der daran anschließenden Masterstudien üblicherweise vier Semester. Den Absolventen von Bachelorstudien wird der akademische Grad Bachelor of Science (Abk.: B.Sc. oder BSc) mit 180 ECTS-Leistungspunkten und den Absolventen von Masterstudien der akademische Grad Diplom-Ingenieur (Abk.: Dipl.-Ing. oder DI) bzw. Master of Science (Abk.: M.Sc. oder MSc) mit 120 ECTS-Leistungspunkten (d. h. in Summe ebenfalls 300 ECTS-Leistungspunkten) verliehen.
Absolventen von Master-Studiengängen sind für ein anschließendes Doktoratsstudium zugelassen, wobei sich die Mindeststudiendauer des Doktoratsstudiums um bis zu zwei Semester verlängern kann, falls die Mindeststudiendauer des absolvierten Masterstudiums weniger als vier Semester beträgt.
Das Doktoratsstudium der technischen Wissenschaften, welches nur an Universitäten absolviert werden kann, weist eine Regelstudiendauer von sechs Semestern mit insgesamt 180 ECTS-Leistungspunkten auf. Den Absolventen dieses Studiums wird der akademische Grad Doktor der Technischen Wissenschaften (Dr. techn.) verliehen.

#### Ziviltechniker und Ingenieurbüros
Der Zugang und die Ausübung des Berufs des Ziviltechnikers (Architekten und Ingenieurkonsulenten) wird durch das Ziviltechnikergesetz reglementiert, die Vertretung der Ingenieurkonsulenten erfolgt durch die Kammer der Architekten und Ingenieurkonsulenten.
Der reglementierte Beruf Beratender Ingenieur bzw. die Zugangsvoraussetzung zum Betreiben eines Ingenieurbüros wird geregelt in der Verordnung des Bundesministers für Wirtschaft, Familie und Jugend über das BGBL. II 89/2003 („Zugangsvoraussetzungs-Verordnung für reglementierte Gewerbe Ingenieurbüros (Beratende Ingenieure)“).
Die Berufsvoraussetzung ist gegeben für Personen, die
- eine technische Hochschule (Universität oder Fachhochschule) und eine mindestens dreijährige fachliche Tätigkeit im betreffenden Fachgebiet, oder
- eine dem Fachgebiet entsprechende HTL (Höhere Technische Lehranstalt bzw. entsprechende Sonderform HFL) und eine mindestens sechsjährige fachliche Tätigkeit im betreffenden Fachgebiet, und
- eine Befähigungsprüfung gemäß Gewerbeordnung 1994, BGBL. Nr. 111/2002, nachweisen.[131]

Personen, die für das reglementierte Gewerbe Ingenieurbüro/beratende Ingenieure in Österreich zugelassen sind, dürfen dieses auch in den anderen EU-Ländern ausüben (EU-Diplomanerkennungsrichtlinie für reglementierte Berufe).
Als Ingenieurvereine haben sich in Österreich der VÖI (Verband Österreichischer Ingenieure) und ÖIAV (Österreichischer Ingenieur- und Architekten-Verein) seit vielen Jahren erfolgreich etabliert. Das österreichische Ingenieurregister wird vom Bundesministerium für Wirtschaft, Familie und Jugend geführt.
Die berufsständischen, wirtschaftlichen und sozialen Interessen der Ziviltechniker in Österreich werden in Selbstverwaltung von den Ingenieurkammern wahrgenommen. Diese sind die gesetzliche Interessensvertretung des Berufsstandes und haben daher öffentlich-rechtlichen Status. Sie sind in vier Länderkammern organisiert, deren bundesweite Dachorganisation die Bundeskammer der Architekten und Ingenieurkonsulenten ist. Innerhalb der Kammern sind neben den Ingenieurkonsulenten auch die Architekten vertreten, jedoch in getrennten Sektionen organisiert.

### Schweiz
In der Schweiz können Ingenieurwissenschaften an den beiden Eidgenössischen Technischen Hochschulen (in Zürich und Lausanne, Titel Bachelor/Master of Science ETH) und an den Fachhochschulen (Titel Bachelor/Master of Science FH) studiert werden.
Vor der Bologna-Reform wurde an den genannten ETHs (ETHZ und EPFL) ein Ingenieurs-Diplom erworben („Dipl. Ing. ETH“); der Titel „Ing. ETH“ durfte ab bestandenem zweitem Vordiplom geführt werden.
Des Weiteren bildeten auch Technika und Höhere Technische Lehranstalten (HTLs), die inzwischen in Fachhochschulen überführt wurden (FHs), Ingenieure aus („Ing. HTL“). Als Grundausbildung ist dazu weder eine gymnasiale Matura, noch ein Hochschulstudium Voraussetzung, sondern eine (i. d. R. mechanische oder technische) Berufslehre und eine zusätzliche Berufsmaturität.
Als Ingenieurvereine haben sich in der Schweiz einerseits der 1837 gegründete „Schweizerischer Ingenieur- und Architektenverein“ und andererseits „Swiss Engineering“ (ehemals Schweizerischer Technischer Verband, STV) sowie die „Schweizerische Vereinigung Beratender Ingenieurunternehmungen (usic)“ etabliert. Ingenieurkammern wie in Deutschland und Österreich gibt es in der Schweiz nicht.

### Frankreich
In Frankreich erfolgt das Ingenieurstudium an „Écoles d’Ingénieurs“ (Ingenieurhochschulen), auch „Grande école“ genannt, und an den Universitäten. Der Titel und Beruf Ingénieur ist in Frankreich geschützt.
Die „Grandes écoles“ gelten als Ausbildungsstätten der Führungselite von Staat und Wirtschaft. Die Ausbildung an den Ingenieurhochschulen ist durch Projekte und Praktika während des drei- oder fünfjährigen Studiums stärker an den Erfordernissen des Arbeitsmarkts orientiert. Es gibt ungefähr 240 Ingenieurhochschulen, an denen jährlich rund 26 000 Studenten ein Diplom erhalten. Eine solche „Grande École“ hat daher die Größe eines mittelgroßen deutschen Gymnasiums. Um ein Ingenieurdiplom erteilen zu dürfen, muss die Schule vom Hochschulminister dazu berechtigt werden. Die an den „Grandes Écoles“ ausgebildeten Ingenieure tragen den Titel „ingénieur diplômé“ gefolgt von dem Namen ihrer Ingenieurhochschule. Das Studium an den „Grandes Écoles“ entspricht keinem deutschen System. Um in Frankreich eine solche Grande École besuchen zu dürfen, ist zuvor ein zweijähriges Studium in einer „Classe préparatoire“ notwendig, in denen, speziell für die ingenieurwissenschaftliche Zukunft des Studenten, höchste Mathematik sowie Physik, Chemie und Systemtheorie auf sehr theoretischem Niveau vermittelt werden. Anders als in Deutschland werden die ECTS an den Hochschulen den tatsächlichen Vorlesungszeiten angepasst. Durch Anwesenheitspflicht und Hausaufgaben haben die „Grandes Écoles“ einen schulähnlichen Charakter.
Es gibt auch Ingenieurhochschulen, die Studenten direkt nach dem Abitur (Baccalauréat) aufnehmen. Diese werden „École post-bac“ genannt. Der Studiengang an einer solchen Hochschule dauert dann fünf Jahre, im Gegensatz zum System „Classes Préparatoires“ (2 Jahre) – „Grande École“ (3 Jahre). Solche Hochschulen sind zwar etwas weniger renommiert (Was in Frankreich wichtig ist, viele Franzosen kennen die renommierten École polytechnique, École des Mines, oder Écoles Centrales), genießen aber eine wachsende Beliebtheit bei Abiturienten, da die „Classes Préparatoires“ einen sehr harten Ruf haben.
1992 wurden die IUP (Institut Universitaire Professionnalisé = Praxisorientiertes Universitäts-Institut) an Universitäten eröffnet. Dort bekamen die Absolventen nach vier Jahren Studium mit der Maîtrise IUP einen Titel als ingénieur-maître. Seit der Umsetzung des Bologna-Prozesses wird dieser Titel nicht mehr verliehen. Andererseits gab es schon damals auf dem Arbeitsmarkt Ingenieure, die ein DESS nach fünf Jahren Studium an einer Universität erworben hatten. Heute ist in Frankreich jeder Master-Absolvent eines entsprechenden Studiengangs Ingenieur.
Anders als in Deutschland sind die einzelnen „Grandes Écoles“ bereits sehr spezialisiert. So wählt ein Student in Frankreich nach der „Classe Préparatoire“ nicht einen speziellen Studiengang, sondern die Hochschule, welche sich auf ein Gebiet spezialisiert hat. Daneben gibt es allgemeine Ingenieurschulen, die großflächige Themen abdecken.
In den Unternehmen werden sowohl Ingenieure von Universitäten als auch ingénieurs diplômés d’École am selben Posten Ingénieur genannt, die Lohnskala ist allerdings unterschiedlich: ein ingénieur diplômé verdient in der Regel mehr.

### Italien
In Italien ist der Titel ingegnere gesetzlich geschützt und an ein Hochschulstudium sowie eine Staatsprüfung gebunden.

### Finnland
In Finnland erfolgt das Ingenieurstudium an Technischen Universitäten, an technischen Fakultäten anderer Universitäten und an Fachhochschulen. An Universitäten legen die Studenten zuerst das Examen tekniikan kandidaatti mit 180 Leistungspunkten nach etwa sechs Semestern ab und setzen ihre Studien danach bis zum Examen diplomi-insinööri (Diplomingenieur) fort. Die Gesamtdauer des Studiums ist 300 Leistungspunkte, das heißt zehn Semester. Im internationalen Vergleich werden tekniikan kandidaatti und diplomi-insinööri als Bachelor of Science (Eng.) und Master of Science (Eng.) übersetzt. Die Absolventen können direkt promovieren.
An den Fachhochschulen heißt der Abschluss insinööri (AMK) (Ingenieur (FH)) mit 240 Leistungspunkten. Als Abschluss ist insinööri (AMK) mit tekniikan kandidaatti vergleichbar, wird jedoch als Bachelor of Engineering übersetzt. Nach drei Jahren Berufserfahrung können die Fachhochschulingenieure ihre Studien an Fachhochschulen fortsetzen. Dann können sie den Abschluss insinööri (ylempi AMK) (Ingenieur (höhere FH)) mit 120 Leistungspunkten ablegen. Gesetzlich ist insinööri (ylempi AMK) mit diplomi-insinööri vergleichbar und wird als Master of Engineering gewertet. Die FH-Ingenieure haben auch die Möglichkeit, an den Universitäten zu studieren. Dort ist es ihnen möglich, mit Studien von 180 Leistungspunkten das Diplomingenieurexamen abzulegen.
Vor Einführung des finnischen Fachhochschulsystems in den 1990er Jahren wurden Ingenieure auch in technische Lehranstalten (teknillinen oppilaitos) ausgebildet. Das Ingenieursstudium in einer solchen technischen Lehranstalt dauerte vier Jahre und schloss mit dem Abschluss insinööri (Ingenieur) ab. Die Abschlüsse insinööri und insinööri (AMK) sind gesetzlich fast gleichgestellt.

### Tschechien und Slowakei
In Tschechien und der Slowakei ist Ingenieur keine Berufs- oder Standesbezeichnung für technische Fachleute. Dort ist der Ingenieur (Ing.) ein akademischer Grad der Master-Ebene und zwar nicht nur in technischen Studiengängen, sondern auch – anders als allgemein international üblich – in Studien der Wirtschafts-, Agrar-, Forst- und Militärwissenschaften. Der tschechische und slowakische akademische Grad Ing. entspricht daher nicht nur dem deutschen Diplom-Ingenieur, sondern je nach Studienrichtung auch anderen Diplomgraden deutscher Universitäten (Diplom-Kaufmann, Diplom-Volkswirt, Diplom-Agraringenieur u. a.) bzw. Mastergraden (M.A., M.Sc., M.Eng.).

### Andere europäische Staaten
In einigen Staaten Europas wie z. B. Bulgarien, Ungarn und Polen wird gemäß dem Bologna-Prozess inzwischen der Bachelor bzw. Master verliehen. Hier verwendet man mittlerweile auch den internationalen Bachelor of Engineering (B. Eng.) bzw. Master of Engineering (M. Eng.).

### Englischsprachige Staaten
Die Bezeichnung Engineer ist auch in den meisten englischsprachigen Staaten kein geschützter Begriff und wird für verschiedenste Berufsbezeichnungen verwendet. Nur Titel wie Professional Engineer (P. E. oder Pr. Eng.), Chartered Engineer (CEng) in UK, Irland, Indien, Registered Engineer (R. Eng.), civil engineer (Bauingenieur) oder mechanical engineer (Maschinenbauingenieur) sind teilweise (z. B. in Kanada und einigen Bundesstaaten der USA) gesetzlich geschützt.
Dem P. E. bzw. dem CEng steht in Europa der sogenannte EUR ING aufgrund der hohen qualitativen Anforderungen an die Zertifizierung gegenüber.
In England verleiht die Royal Academy of Engineering den Fellowship of the Royal Academy of Engineering (FREng). Zu den internationalen Fellows gehören Persönlichkeiten wie John Hennessy (RISC Maschine), William Baker (Burj Khalifa), Hans-Jörg Bullinger (Fraunhofer) etc.

## Ingenieurwesen-Kennzahlen

### Arbeitsmarkt
2019 waren in Deutschland 976.269 Ingenieure (Kategorie BF17) sozialversicherungspflichtig beschäftigt (Studie von 2021). Das Institut für Arbeitsmarkt- und Berufsforschung (IAB) publizierte zuletzt für das Jahr 2017 die Gesamtzahl von 869.387 Ingenieuren, darunter 18,1 % Frauenanteil, welcher im Jahr 2013 noch bei 15,9 % lag.
Laut einer VDI/IW-Studie wurden über 100.000 zu besetzende, gesamtwirtschaftliche, offene Stellen gemeldet. Seit 2012 ist die Nachfrage nach Informatikberufen sehr stark angestiegen (sogenannter Engpass-Index).
Eine Vorausschau des VDI auf das Jahr 2030 erwartet, dass das Berufsbild „Ingenieur“ zunehmend von den Schwerpunkten Digitalisierung, sogenannte Crossover-Qualifikationen (Multidisziplinär z. B. Basisfachwissen Bauingenieurwesen plus Informationstechnik), Fehlerkultur und Netzwerken geprägt wird.
Häufig werden Ingenieure in Zusammenhang mit dem sogenannten Fachkräftemangel oder Talentabwanderung in Verbindung gebracht. Laut VDI (Stand 2015) müssten bis 2029 ca. 710.000 Ingenieurstellen altersbedingt ersetzt werden. Eine ähnliche Situation herrscht z. B. in Japan vor. Dort wird für 2030 ein Mangel an ca. 789.000 Softwareingenieuren ermittelt.
Die Mehrzahl der Ingenieure (94 „Anteile“ in der Personengruppe) befinden sich in einem Angestelltenverhältnis (Stand 2019) im Vergleich mit der Selbstständigkeit.

#### Entwicklungsdienstleister
Ingenieure arbeiten meist für Industrieunternehmen. Besonders hoch ist der Belegschaftsanteil von Ingenieuren in Unternehmen, die sich auf Entwicklungsdienstleistungen spezialisiert haben. Laut einer Studie der Hans Böckler Stiftung (Juli 2016) waren bei rund 76 Entwicklungsunternehmen (EDLs) ca. 93.500 Beschäftigte in Deutschland (weltweit ca. 222.000) tätig.

#### COVID-19
Die Coronakrise hatte auch auf den Arbeitsmarkt von Ingenieuren zeitweise Einfluss. Laut „Ingenieurmonitor“ des VDI wurde die Nachfrage aus klassischen Branchen wie z. B. Maschinenbau in Bereiche Bau oder Informatik verschoben. Die Pandemie hatte laut dem „Hays-Fachkräfte-Index“ kurzfristig einen deutlichen Einfluss auf die Nachfrage nach Fachkräften.

### Studium in den Ingenieurwissenschaften
Laut einer Studie „MINT-Berufe“ der Bundesagentur für Arbeit (Stand 2019) übten 2018 ca. 7,9 Mio. Menschen einen sozialversicherungspflichtigen „MINT-Beruf“ aus. In der Statistik-Studie wird z. B. erwähnt, dass jedes dritte Bachelorstudium in den Ingenieurwissenschaften, bezogen auf das Absolventenjahr 2016, nicht beendet wird. Auf der anderen Seite jedoch die Zahl der Nachwuchskräfte in den Bereichen Informatik gefolgt vom Ingenieurwesen zunimmt.
Laut einer Schülerbefragung (Stand 2020) durch den Digitalverband Bitkom, kann sich jeder zweite Schüler eine Karriere in sogenannten „Technik-Berufen“ vorstellen. Dabei ist der Ingenieur am gefragtesten, knapp gefolgt vom Naturwissenschaftler und der IT-Fachkraft.
Das „MINT-Nachwuchsbarometer“ der Deutschen Akademie der Technikwissenschaften (acatech) zählt zusammen mit der Körber-Stiftung für das Jahr 2021 über 70.000 (Männer) und über 20.000 (Frauen) Hochschulabsolventen im Jahr 2019 in den Ingenieurwissenschaften.

### Gehälter
Laut einer Analyse der Hans Böckler Stiftung aus dem Jahr 2013 mit dem Titel „Ingenieure, IT-Experten und Techniker in Leiharbeit und Fremdfirmeneinsatz“ verdienten 2013 Ingenieure im Durchschnitt 4.656 EUR im Monat. Ingenieure, die bei tarifgebunden Arbeitgebern arbeiten, können laut einer WSI-Mitteilung (Stand 2011) bis zu 21 % mehr Gehalt verdienen.
Laut einer aktuellen Umfrage für das Jahr 2020 lag das Gehalt (Median) bei 60.000 EUR. Abweichungen ergeben sich durch das Bundesland, die Branche, Erfahrung (Berufsjahre) und Unternehmensgröße des Arbeitgebers.

## Verbände und Kammern
Die berufsständischen Angelegenheiten der Ingenieure in Deutschland werden in Selbstverwaltung von den Ingenieurkammern wahrgenommen. Diese haben öffentlich-rechtlichen Status und sind – da das Ingenieurrecht in Deutschland grundsätzlich Ländersache ist – auf Ebene der Bundesländer organisiert.
Als Ingenieurverein hat sich in Deutschland der bereits 1856 gegründete Verein Deutscher Ingenieure (VDI) etabliert. Mit derzeit rund 140.000 Mitgliedern und ca. 2.200 VDI-Richtlinien (Stand Oktober 2021) gehört er zu den größten technisch orientierten Vereinen und Verbänden weltweit.
Ein „Beratender Ingenieur“, zum Beispiel, muss bestimmte gesetzlich festgeschriebene Vorgaben erfüllen und sich in die „Liste der Beratenden Ingenieure“ der Ingenieurkammer seines jeweiligen Bundeslandes eintragen. Die Berufsbezeichnung Beratender Ingenieur für einen freiberuflich tätigen Ingenieur ist landesrechtlich geschützt (Kammerberuf). Grundlage für den Schutz der Berufsbezeichnung sind die jeweiligen Ländergesetze, in der Regel Ingenieur- oder Baukammerngesetze wie z. B. das Baukammerngesetz NRW.
Die Interessen von Frauen im Ingenieurberuf vertritt der Deutsche Ingenieurinnenbund e. V. (dib). Mit der Organisation Ingenieure ohne Grenzen gibt es zudem einen Verein, der das weltweite Engagement von Ingenieuren für humanitäre Projekte fördert. Als Dachverband für einige Fachvereine hat sich der Zentralverband der Ingenieurvereine (ZBI) etabliert.
Liste der Vereine oder Gesellschaften:

### Deutschland
- Ausschuss der Verbände und Kammern der Ingenieure und Architekten für die Honorarordnung (AHO)
- Bitkom
- Bundesingenieurkammer (BIngK)[161]
- Bund der Öffentlich bestellten Vermessungsingenieure (BDVI)
- Bund Deutscher Baumeister, Architekten und Ingenieure (BDB)
- Bundesvereinigung der Prüfingenieure für Bautechnik (BVPI)[162]
- Bundesverband Freiberuflicher Sicherheitsingenieure und überbetrieblicher Dienste (BFSI)[163]
- Deutscher Ingenieurinnenbund (dib)
- Deutscher Verband Technisch-Wissenschaftlicher Vereine (DVT)
- Gesellschaft für Informatik (GI)
- Landesverband der Agraringenieure Niedersachsen (LAI)
- VDE Verband der Elektrotechnik Elektronik Informationstechnik (VDE)
- Verband Beratender Ingenieure (VBI)
- Verband Deutscher Architekten- und Ingenieurvereine (DAI)
- Verband selbstständiger Ingenieure und Architekten (VSIA)[164]
- Verband Selbstständiger Ingenieure (VSI)[165]
- Verband Deutscher Vermessungsingenieure (VDV)
- Verband Unabhängig Beratender Ingenieure und Consultants (VUBIC)
- Zentralverband der Ingenieurvereine (ZBI)

### Europa
Vertretung durch Föderation Europäischer Nationaler Ingenieurverbände (FEANI) in Deutschland vertreten durch den DVT.

### Japan
The Institute of Electrical Engineers of Japan (IEEJ) mit ca. 22.000 Mitgliedern.

### Schweiz
In der Schweiz sind Ingenieure und Architekten vertreten durch Swiss Engineering STV.

### Österreich
Das Österreichische Nationalkomitee (ÖNK) der Engineers Europe besteht aus:
- - Österreichischer Ingenieur- und Architekten-Verein (ÖIAV)
  - Verband Österreichischer Ingenieure (VÖI, gegründet 1946)
  - Österreichischer Verband für Elektrotechnik (ÖVE)

### UK
In England sind Ingenieure vertreten durch das The Institution of Engineering and Technology (IET). Der Verein entstammte 1871 der Society of Telegraph Engineers und wurde 2006 als IET gegründet.
Ähnlich der Royal Society für Naturwissenschaften vertritt die Royal Academy of Engineering Ingenieure und verleiht den prestigeträchtigen Queen Elizabeth Prize for Engineering.

### USA (Weltweit)
Das IEEE – Institute of Electrical and Electronics Engineers ist mit über 400.000 Mitglieder (Stand 2021) eine der größten Ingenieursvereinigungen der Welt. Das IEEE entwickelt und hat über 1.300 Standards veröffentlicht, die Ingenieure zur Entwicklung nutzen. Ein prominentes Beispiel ist das WLAN Protokoll IEEE 802.11 – Wireless LAN. Die Plattform IEEE Xplore ist bekannt für wissenschaftlich-technische Veröffentlichungen aus der Elektronik, Elektrotechnik, Computertechnik und Informationstechnik.
Über 200.000 Fachingenieure aus der US- und weltweiten Automobilindustrie sind durch die SAE International vertreten.

## Fachrichtungen (Beispiele)
Klassische ingenieurwissenschaftliche Fachrichtungen sind:
- Maschinenbau
- Elektrotechnik und Nachrichtentechnik
- Bauingenieurwesen (Hochbau, Tiefbau)
- Architektur
- Verfahrenstechnik bzw. Chemieingenieurwesen
- Energietechnik
- Agraringenieur
- Eisenbahn
- Geodäsie
- Kerntechnik
- Raketentechnik bzw. Luft- und Raumfahrttechnik
- Waffentechnik

Dabei kommt der Architektur eine Sonderrolle zu, da sie teils auch an Kunsthochschulen studiert werden kann.
Neuartige Fachrichtungen bzw. bereits eigenständige Branchen sind:
- Biotechnologie[174][72]
- Digitalisierung bzw. Industrie 4.0
- Elektromobilität
- Halbleitertechnik
- Informationstechnik[175]
- Lebensmitteltechnologie
- Mechatronik
- Medizintechnik
- Nanotechnologie
- Netzwerksicherheit bzw. Informationssicherheit
- Photonik
- Qualitätsingenieurwesen
- Robotik
- Softwaretechnik

Weitere Fachrichtungen finden sich in der Liste der ingenieurwissenschaftlichen Fachrichtungen.
Eine Kombination aus Ingenieur- und Wirtschaftswissenschaften bildet das Wirtschaftsingenieurswesen.

### Fachbücher zum Ingenieurwesen
- Richard C. Dorf: The Technology Management Handbook. 1. Auflage. CRC Press, 1998, ISBN 1-00-304004-7, doi:10.1201/9781003040040 (englisch).
- Richard C. Dorf (Hrsg.): The Engineering Handbook. 2. Auflage. CRC Press, Boca Raton FL 2005, ISBN 0-8493-1586-7 (englisch).

### Bücher über Ingenieure
- Walter Kaiser, Wolfgang König: Geschichte des Ingenieurs, Ein Beruf in sechs Jahrtausenden (= Bibliografische Information der Deutschen Bibliothek). Carl Hanser, München 2006, ISBN 3-446-40484-8.
- Arthur B. Pyster, Nicole Hutchison, Devanandham Henry: The paradoxical mindset of systems engineers: uncommon minds, skills, and careers (= Wiley series in systems engineering and management). John Wiley & Sons, Hoboken NJ 2018, ISBN 978-1-119-41214-4 (englisch).
- Franz Felix Betschon, Stefan Betschon, Willy Schlachter, Jürg Dominik Lindecker (Hrsg.): Ingenieure bauen die Schweiz: Technikgeschichte aus erster Hand (= NZZ Libro). Verlag Neue Zürcher Zeitung, Zürich 2014, ISBN 978-3-03823-925-3.
- Tanja Paulitz: Mann und Maschine. Eine genealogische Wissenssoziologie des Ingenieurs und der modernen Technikwissenschaften, 1850–1930. Transcript-Verlag, Bielefeld 2012, ISBN 978-3-8376-1804-4 (Inhaltsverzeichnis).
- Walter Kaiser, Wolfgang König: Geschichte des Ingenieurs. Ein Beruf in sechs Jahrtausenden. Carl Hanser Verlag, München u. a. 2006, ISBN 3-446-40484-8.

### Referenzwerke für Ingenieure
- Horst Czichos, Akademischer Verein Hütte (Hrsg.): Hütte – das Ingenieurwissen: mit 340 Tabellen. 34., aktualisierte Auflage. Springer Vieweg, Berlin / Heidelberg 2012, ISBN 978-3-642-22849-0, doi:10.1007/9978-3-642-22850-6.
- Die Bücherserie Dubbel Taschenbuch für den Maschinenbau.